# Hi-Fi Rush
Hi-Fi Rush est un jeu vidéo d'action-rythme développé par Tango Gameworks et édité par Bethesda Softworks. Il est sorti dans le monde entier le 25 janvier 2023 pour les plateformes Windows et Xbox Series X/S. Un portage du jeu est prévu le 19 mars 2024 sur PlayStation 5.

## Système de jeu
Hi-Fi Rush présente Chai, une future rock star, et un groupe d'amis alors qu'ils affrontent une entreprise. Pour compléter chacune de ses divisions, qui reposent chacune sur un style musical particulier, Chai se livre à un combat de boss. Les actions en jeu de Chai dans ce jeu coïncident avec la musique. Hi-Fi Rush comprend également de la musique sous licence de vrais groupes tels que The Black Keys et Nine Inch Nails.

## Développement
La veille de l'annonce, le projet de Tango Gameworks a été divulgué en ligne avec son titre, son logo et quelques autres arts conceptuels. Shinji Mikami, le fondateur de Tango Gameworks, a déclaré dans une interview qu'il souhaitait que l'entreprise s'aventure en dehors du genre survival-horror. Tango Gameworks a annoncé le jeu au Xbox et Bethesda Developer_Direct le 25 janvier 2023. Après l'annonce, Tango Gameworks a annoncé que le titre sortira le jour même pour Windows et Xbox Series X et S.
Le jeu est porté sur PlayStation 5 le 19 mars 2024.

## Accueil

### Critiques
Hi-Fi Rush reçoit un accueil très positif de la critique spécialisée. Sur Metacritic, le jeu obtient un score de 89 % pour la version Windows et 87 % pour la version Xbox Series,.

### Distinctions
Le jeu est nommé à cinq reprises lors des Games Awards 2023.
En avril 2024, il est récompensé du lauréat de la « meilleure animation » à la suite des résultats des British Academy Games Awards.